# Meerfenchel
Der Meerfenchel (Crithmum maritimum) ist eine Pflanzenart aus der Gattung Crithmum innerhalb der Familie der Doldenblütler (Apiaceae). Ihre Nutzung ist seit der Antike bekannt. Sie ähnelt wildem Fenchel, daher stammt der Trivialname Meerfenchel; weitere deutschsprachige Trivialnamen sind Meerdisteln, Seefenchel oder Bazillenkraut. Sie gedeiht an felsigen Küsten im Einflussbereich der Gischt.

## Beschreibung

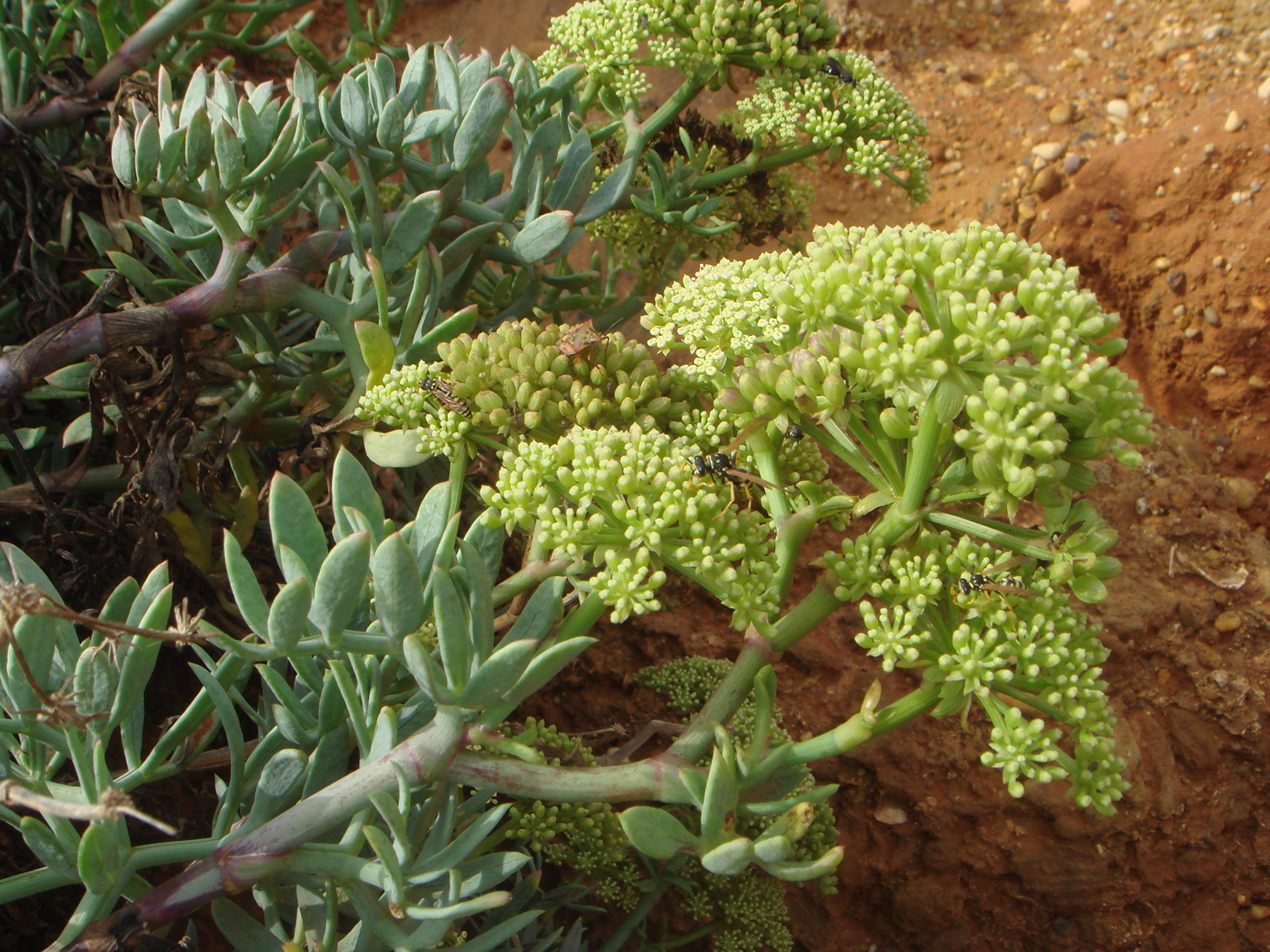
Laubblätter und Blütenstand

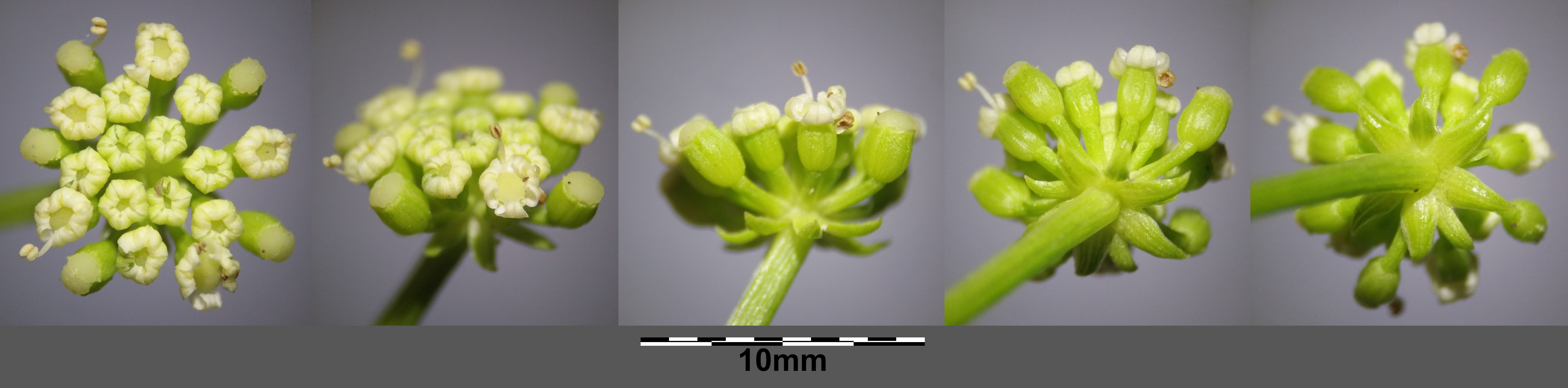
Blüten

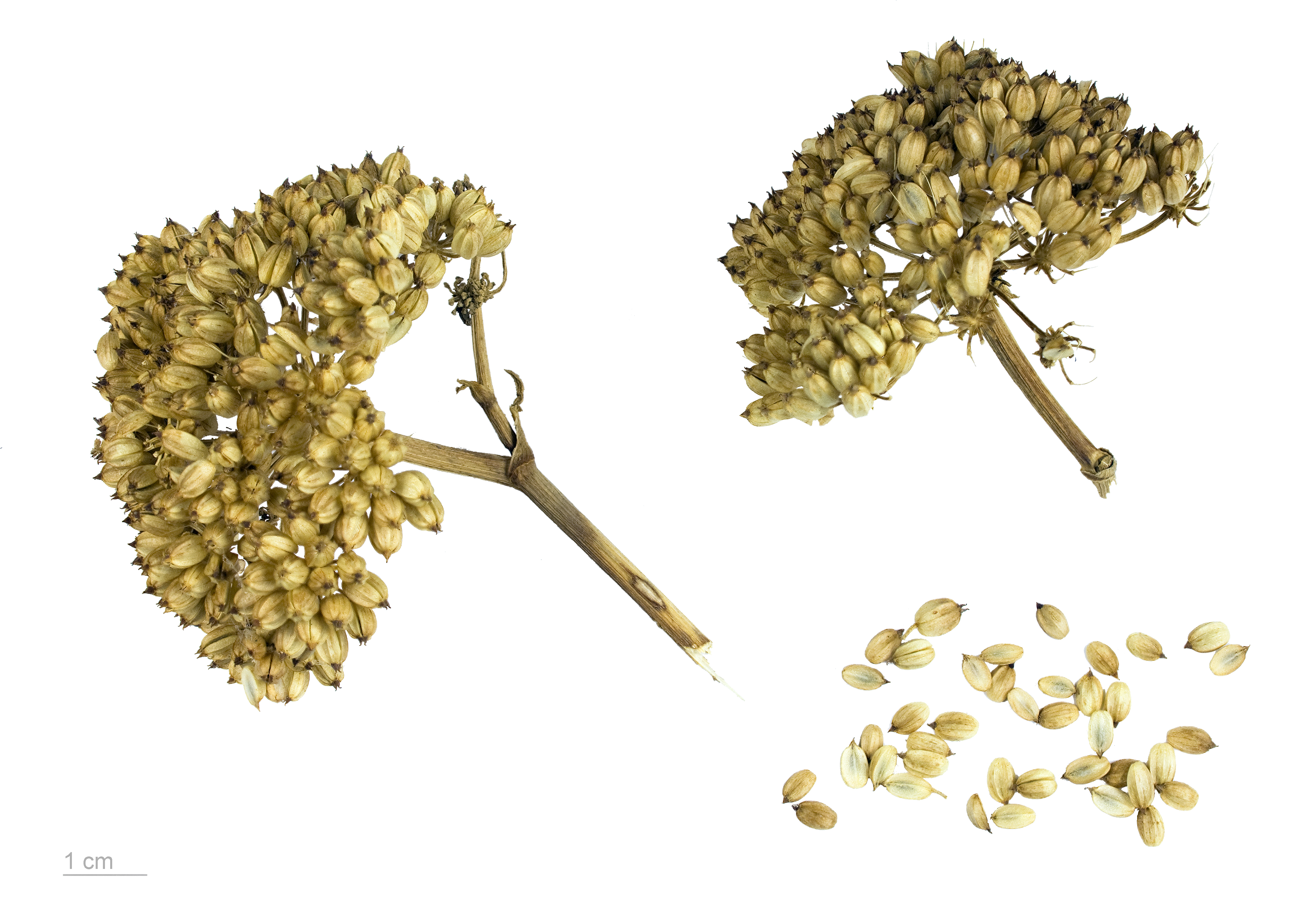
Fruchtstand und Früchte

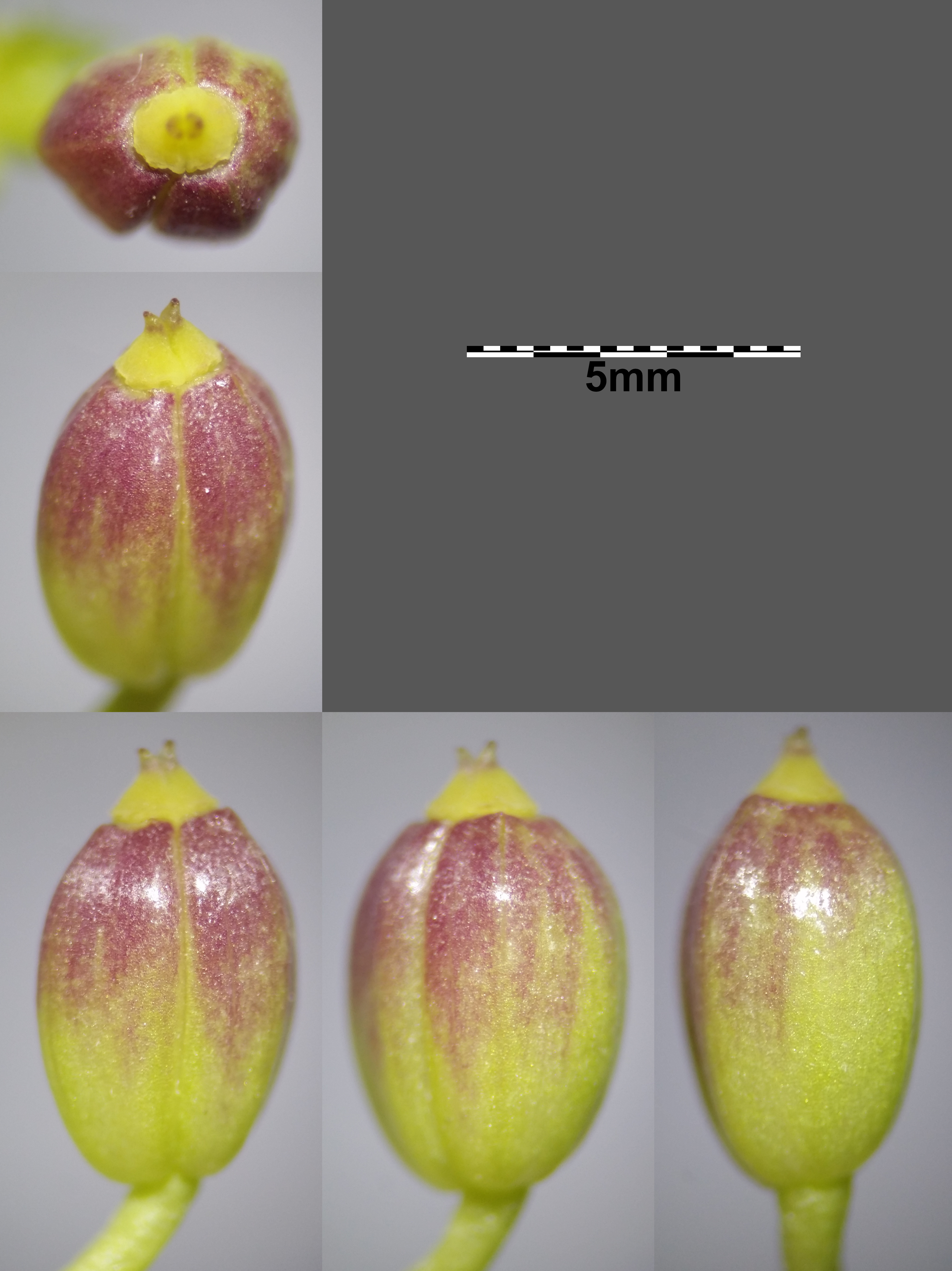
Junge Früchte

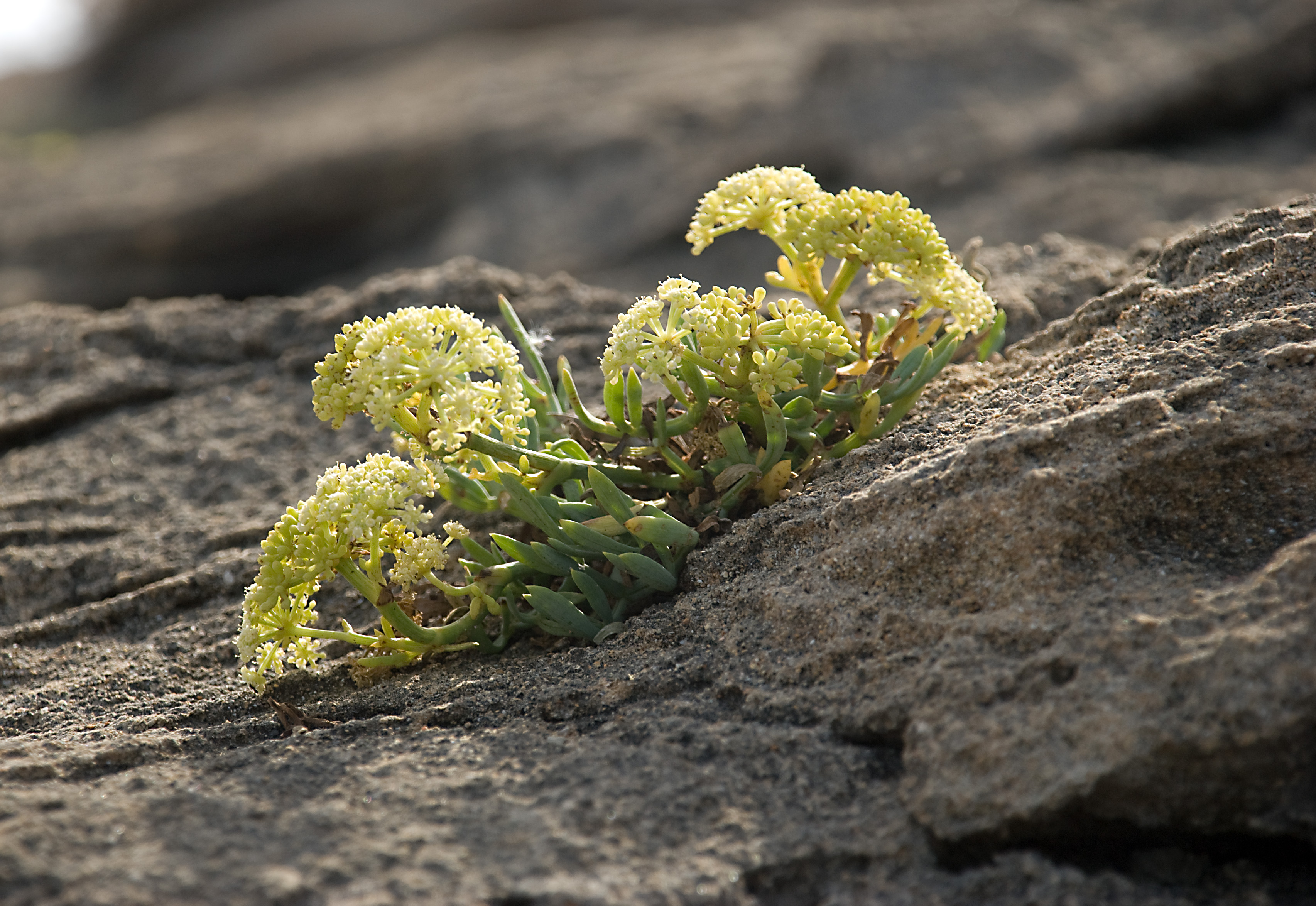
Meerfenchel im Habitat auf Sardinien

### Vegetative Merkmale
Der Meerfenchel ist eine ausdauernde krautige Pflanze, die Wuchshöhen von 10 bis 50 Zentimetern erreicht. Die Stängel des Meerfenchels haben die gleiche Farbe wie die Blüten und sind am Grund verholzt. Sie sind aufrecht oder aufsteigend, rund zart gerillt und röhrig. Die wechselständig angeordneten Laubblätter sind ein- bis zweifach gefiedert, sukkulent, bis zu 7 Zentimeter lang und blaugrün gefärbt. Die unteren Blätter haben eine am Grund scheidig erweiterten Blattstiel; die oberen sind dreiteilig und auf der Blattscheide sitzend. Die Blattabschnitte sind lanzettlich bis linealisch-lanzettlich, spreizend, ganzrandig,2,5 bis 5 Zentimeter lang und bis 6 Millimeter breit. Sie sind spitz mit einer fast stechenden Stachelspitze.

### Generative Merkmale
Die Blütezeit reicht von Juni bis Oktober. In bis zu 80 Millimeter großen doppeldoldigen Blütenständen, die aus 8 bis 36 Strahlen bestehen, sind viele Blüten dicht angeordnet. Hüllblätter und Hüllchenblätter sind zahlreich vorhanden; sie sind lanzettlich bis eiförmig-lanzettlich und hautrandig. Die Kronblätter sind kaum 1 Millimeter lang, gelblich-weiß bis grünlich-weiß, eifrömig-rundlich und haben eine schmal zungenförmig eingerollte Spitze. Die Griffel sind sehr kurz und kaum 0,5 Millimeter lang.  Die gerippten Früchte sind bei einer Länge von bis zu 6 Millimetern eiförmig und achteckig.
Die Chromosomenzahl beträgt 2n = 20.

## Vorkommen
Der Meerfenchel kommt an den Küsten des Schwarzen Meeres, des Mittelmeeres sowie des Ostatlantiks von den Kanarischen Inseln und Madeira nordwärts bis nach Nordirland und Schottland vor. Der Meerfenchel besiedelt die Küsten folgender Länder: der Azoreninseln, der Kanareninseln, der Inseln von Madeira, Marokko, Algerien, Tunesien, Libyen, Ägypten, Gibraltar, Spanien, Portugal, Frankreich, Irland, Großbritannien, Belgien, Niederlande, Deutschland, Monaco, Italien, die Balearen, Korsika, Sardinien, Sizilien, Malta, Slowenien, Kroatien, Albanien, Montenegro, Griechenland, Bulgarien, Rumänien, Kreta, Zypern, die europäische und asiatische Türkei, Ukraine, Georgien, Syrien, Libanon, Jordanien und Israel.
Der Meerfenchel kann passend zu seinem Standort nah am Meer Kontakt mit salzhaltigem Spritzwasser gut tolerieren. Eine 1935 auf der Düneninsel bei Helgoland gefundene Einzelpflanze erwies sich als unbeständig; das 2001 gefundene Vorkommen auf Helgoland selbst kann mittlerweile als etabliert gelten.

## Nutzung

### Geschichte
Die medizinische wie kulinarische Nutzbarkeit des Meerfenchels ist mindestens seit der Antike bekannt. Es wird vermutet, dass dies auch schon vor Beginn der schriftlichen Überlieferung der Fall war. Der Meerfenchel wurde insbesondere von Seeleuten zur Verpflegung mitgeführt. Er eignete sich aufgrund seiner Häufigkeit in Küstennähe und der aus dem hohen Vitamin-C-Gehalt resultierenden vorbeugenden Wirkung gegen Skorbut.

### Kultivierung
Der Meerfenchel kann trotz seines relativ begrenzten natürlichen Standorts in Gärten angebaut werden. Sofern ausreichende Trockenheit besteht und es kein stehendes Wasser gibt, kann die Pflanze auf zahlreichen Erden gedeihen. Allerdings ist der Meerfenchel nur bedingt frosthart und muss daher speziell im Freiland im Winter besonders geschützt werden. Ein sonniger bis vollsonniger Standort ist für das Wachstum der Pflanze unabdingbar. Die Pflanze kann einfach durch Aussaat oder Teilung in Frühjahr oder Herbst vermehrt werden. Hinsichtlich ästhetischer Gesichtspunkte schreibt Seán O’Hara von gardening in mediterranean climates worldwide, der Meerfenchel sei „ansehnlich“ und kontrastiere „hübsch mit zahlreichen Pflanzen“. Weiterhin mache die zusätzliche Essbarkeit es noch lohnender, Meerfenchel zu pflanzen.

### Verarbeitung und Anwendung
Die Blätter des Meerfenchels werden gelegentlich zu Salat verarbeitet oder als Gewürz verwendet.
Der unscheinbar wirkende Meerfenchel, in Mallorqui fonoll marí genannt, ist noch immer eine aromatische Beilage zur mallorquinischen Küche. Nach dem Abpflücken wird er gewaschen und in Essig eingelegt. Mariniert ist der Meerfenchel gebräuchliche Zutat zu typischen Reisgerichten wie dem arròs brut oder zu pa amb oli (Brot mit Olivenöl und Tomaten). Aber auch als eingelegtes Sauergemüse ist fonoll marí sehr beliebt und stellt eine Alternative zu mallorquinischen Kapern dar.
Der Meerfenchel hat einen besonderen Stellenwert im italienischen Südapulien, dem Salento. Der finocchio marino (oder critimi) wird in Essigwasser gekocht und mit Knoblauch und Pfefferminze in Olivenöl eingelegt. Er wird als Vorspeise oder in Salaten gereicht.
Auf den griechischen Ägäisinseln, wo das Kraut – in Anlehnung an seine botanischen Bezeichnung – κρίταμο (krítamo) genannt wird, dient es als Beigabe zu Salaten und anderen mediterranen Vorspeisen. Das Kraut mit der recht exotischen Note wird hier in Salz-/Essigwasser eingelegt und wegen seines markanten Geschmacks eher sparsam dosiert. Man kann es frisch zubereiten, indem man es kurz kocht, oder auch einlegen und auf diese Weise haltbar machen.

## Taxonomie
Der Meerfenchel wurde 1753 von Carl von Linné in Species Plantarum Tomus I, S. 246 als Crithmum maritimum erstbeschrieben.

## Trivialnamen
Für den Meerfenchel (lateinisch auch Cretanus) bestehen bzw. bestanden auch die weiteren deutschsprachigen Trivialnamen Bacillen, Gartenbacillen, Meerbacillen, Meerdisteln und Meerpeterlein.
Englischsprachige Trivialnamen sind samphire oder rock samphire – daher hat Samphire Hoe in der Nähe von Dover seinen Namen.